# Mitchell Tinsley
Mitchell Anthony Robert Tinsley (nato il 15 settembre 1999) è un giocatore di Football americano statunitense che gioca nel ruolo di wide receiver per i Cincinnati Bengals della National Football League (NFL), Ha giocato a football universitario per gli Hutchinson Blue Dragons, i Western Kentucky Hilltoppers e i Penn State Nittany Lions. Tinsley ha firmato con i Washington Commanders come free agent non selezionato nel 2023.